# Vis (Stadt)
Vis (italienisch Lissa) ist eine Stadt in Dalmatien im südlichen Teil Kroatiens, die zur Gespanschaft Split-Dalmatien gehört. Sie liegt auf der gleichnamigen Insel. Nach der Volkszählung von 2011 hat Vis 1934 Einwohner und besteht aus den elf Siedlungen: Brgujac, Dračevo Polje, Marinje Zemlje, Milna, Plisko Polje, Podselje, Podstražje, Rogačić, Rukavac, Stončica und Vis.

## Ausgewählte Sehenswürdigkeiten
|  |  |
|  |  |
|  |  |